# 桓洞镇
桓洞镇，是中华人民共和国辽宁省鞍山市台安县下辖的一个乡镇级行政单位。

## 行政区划
桓洞镇下辖以下地区：
桓洞村、腰路子村、小河子村、三岔子村、郭家岗子村、东西长村和九鄂村。

## 知名人物
- 张学良
- 张德江